# B–26 (mozdony)
A B–26-os egy a Szállítóberendezések Gyárában készült kis teljesítményű, keskeny nyomközű dízelmozdony típus.

## Gyártásának előzményei és kezdete
A mozdonytípus tervei a Gazdasági Vasutak Igazgatóságágának 1948-ban kiírt pályázatára készültek a Roessemann - Harmatta Gép és Csőgyár Részvénytársaságban. (A gyár az államosítás után a Szállítóberendezések Gyára nevet vette föl.) A cég 760 mm nyomtávolságú A–26- és 600 mm nyomtávolságú B–26 típusú mozdonyokkal pályázott. Az A–26 típusból csak egy darab készült, de a B–26-osokat alkalmassá tették 760 mm nyomtávolságú pályán való közlekedésre is.

## A mozdony gyártása
A GV-k számára ebből a típusból 14 darabot építettek, az 1956 utáni pályaszámozási rendszer szerint a GV 3400-as sorozatba tartoztak.
A típusból összesen körülbelül 100 példányt készítettek a magyarországi kisvasutak számára.

## A mozdony szerkezeti felépítése

### A főkeret
A mozdony főkerete hegesztett kivitelű, acéllemezből készült.

### Vonó- és ütközőkészülék
A mozdonyok szabványos központi ütköző-vonó készülékkel szerelték fel, melyek a főkerethez rugózottan kapcsolódnak.

### Motorház, vezetőállás
A vezetőállás zárt, a mozdony közepétől kissé hátrébb található, minden irányban jó kilátást biztosít. A mozdonyszekrény acéllemezből készült. A mozdonyvezető részére a vezetőfülkében támlás vezetőülés található. A vezetőálláson kézzel működtethető töltésszabályzó, és két lábpedál (tengelykapcsoló, fék) szolgál a mozdony kezelésére. A vezetőállás megvilágítására elektromos lámpa szolgál.

### A motor
A mozdonyba kéthengeres, Ganz-Jendrassik rendszerű II. IMC 130 típusú négyütemű, előkamrás, 26 LE teljesítményű dízelmotor lett beépítve, amit a Kismotor- és Gépgyár készített. Az ugyancsak Ganz-Jendrassik rendszerű befecskendező szivattyú változó löketű, porlasztói nyitottak.
A motor szivattyús vízhűtéssel rendelkezik, amelyhez ékszíjjal meghajtott ventilátor tartozik
A motor indítása kéziforgattyúval (kurbli) történik.
Az üzemanyag-tartály a vezetőfülke mögött van elhelyezve, űrtartalma 30 liter.

### Erőátvitel
A mozdony erőátviteli rendszere teljesen mechanikus. A motor tárcsás tengelykapcsolóval csatlakozik a négy fokozatú tolókerekes sebességváltóhoz. A sebességváltó fokozatai gömbcsuklós karral kapcsolhatók. Az irányváltó kúpkerekes kivitelű, elfordítható karral működtethető. Az irányváltóból a hajtónyomatékot homlokkerék hajtás útján adják át a hátsó tengelyenek. Az első kerékpár meghajtása a két kerékpárt összekötő csatlórúddal történik.

#### Az egyes sebességfokozatokhoz tartozó sebesség- és vonóerő értékek
| Fokozat | Sebesség (km/h) | Vonóerő (kg) |
| ------- | --------------- | ------------ |
| 1       | 4,6             | 1340         |
| 2       | 7,4             | 830          |
| 3       | 12              | 517          |
| 4       | 19              | 320          |

### Tengelyek
A kerekek kéregöntésűek, azokat a hornyos tengelyvégekre csavarkötéssel rögzítették.  Rugózásuk tekercsrugóval történik. A mozdony belső csapágyazású, az ágyvezetékeken betétek segítségével állítani lehet.

### Fék
A fék kézzel- vagy lábpedállal működtethető. A mozdony homokoló berendezése kézzel működtethető.

### Jelzések
Az első példányok petróleumos világítással készültek, a gazdasági vasutak részére készült darabok azonban már villamos kürttel, valamint fényszórókkal rendelkeznek.

## Üzemi tapasztalatok
A mozdonyok kis tapadósúlyuk és teljesítményük miatt nem váltották be a hozzájuk fűződő reményeket, ezért a gazdasági vasutakról kisebb vállalatokhoz kerültek, vagy selejtezték őket. A mozdonyokból a Gazdasági Vasutak MÁV-hoz csatolásakor már csak egy közlekedett a GV-k vonalain. Ezt az egy darabot is 8 hónapra rá 1960 decemberében selejtezték a Gyulai Gazdasági Vasút üzemfőnökségén.

## A mozdonyok jelene
Mára csak egyetlen B–26-os típusú mozdony maradt fenn, melyet 1952-ben gyártottak és 1969-ig szerencsi cukorgyár 760 mm-es iparvasútján szolgált, 1972-ben kiállították a gyár területén, ma pedig a Lillafüredi Állami Erdei Vasút járműállományának része. Felújítása 2004 és 2006 között megtörtént, különleges alkalmakkor használják.
Ezen kívül megmaradt még egy B–26-os mozdony vezetőfülkéje a Tömörkényi Halgazdasági Vasúton.